# Ізотопи нобелію
Нобелій (No) є синтезованим елементом, отож стандартні атомні маси не можуть бути подані. Подібно до всіх синтезованих елементів, він не має жодного стабільного ізотопа. Першим синтезованим ізотопом (і правильно визначеним) був 254No у 1966 році. Відомі 12 радіонуклідів від 250No до 260No і 262No, а також 3 ізомери ядер: 251mNo, 253mNo і 254mNo. Найбільш довгоживучим ізотопом є 259No, який має період напіврозпаду 58 хвилин. Найдовшу тривалість життя серед ізомерів має 251mNo з періодом напіврозпаду 1.7 секунди.

## Таблиця
| Символ ізотопу | Z(p)              | N(n)              | Маса ізотопу (u)  | Період напіврозпаду | Типи розпаду   | Дочірні ізотопи | Спін і парність ядра |
| Символ ізотопу | Енергія збудження | Енергія збудження | Енергія збудження | Період напіврозпаду | Типи розпаду   | Дочірні ізотопи | Спін і парність ядра |
| -------------- | ----------------- | ----------------- | ----------------- | ------------------- | -------------- | --------------- | -------------------- |
| 250No          | 102               | 148               | 250.08756(22)#    | 5.7(8) с            | СП (99.95%)    | (різні)         | 0+                   |
| 250No          | 102               | 148               | 250.08756(22)#    | 5.7(8) с            | α (.05%)       | 246Fm           | 0+                   |
| 250No          | 102               | 148               | 250.08756(22)#    | 5.7(8) с            | β+ (2.5×10−4%) | 250Md           | 0+                   |
| 251No          | 102               | 149               | 251.08894(12)#    | 0.78(2) с           | α (89%)        | 247Fm           | 7/2+#                |
| 251No          | 102               | 149               | 251.08894(12)#    | 0.78(2) с           | СП (10%)       | (різні)         | 7/2+#                |
| 251No          | 102               | 149               | 251.08894(12)#    | 0.78(2) с           | β+ (1%)        | 251Md           | 7/2+#                |
| 251mNo         | 110(180)# кеВ     | 110(180)# кеВ     | 110(180)# кеВ     | 1.7(10) с           |                |                 | 9/2−#                |
| 252No          | 102               | 150               | 252.088967(10)    | 2.27(14) с          | α (73.09%)     | 248Fm           | 0+                   |
| 252No          | 102               | 150               | 252.088967(10)    | 2.27(14) с          | СП (26.9%)     | (різні)         | 0+                   |
| 252No          | 102               | 150               | 252.088967(10)    | 2.27(14) с          | β+ (1%)        | 252Md           | 0+                   |
| 253No          | 102               | 151               | 253.090564(7)     | 1.62(15) хв         | α (80%)        | 249Fm           | (9/2−)#              |
| 253No          | 102               | 151               | 253.090564(7)     | 1.62(15) хв         | β+ (20%)       | 253Md           | (9/2−)#              |
| 253No          | 102               | 151               | 253.090564(7)     | 1.62(15) хв         | СП (10−3%)     | (різні)         | (9/2−)#              |
| 253mNo         | 129(19) кеВ       | 129(19) кеВ       | 129(19) кеВ       | 31 с                |                |                 | 5/2+#                |
| 254No          | 102               | 152               | 254.090956(11)    | 51(10) с            | α (89.3%)      | 250Fm           | 0+                   |
| 254No          | 102               | 152               | 254.090956(11)    | 51(10) с            | β+ (10%)       | 254Md           | 0+                   |
| 254No          | 102               | 152               | 254.090956(11)    | 51(10) с            | СП (.31%)      | (різні)         | 0+                   |
| 254mNo         | 500(100)# кеВ     | 500(100)# кеВ     | 500(100)# кеВ     | 0.28(4) с           | ІП (80%)       | 254No           | 0+                   |
| 254mNo         | 500(100)# кеВ     | 500(100)# кеВ     | 500(100)# кеВ     | 0.28(4) с           | α (20%)        | 250Fm           | 0+                   |
| 255No          | 102               | 153               | 255.093191(16)    | 3.1(2) хв           | α (61.4%)      | 251Fm           | (1/2+)               |
| 255No          | 102               | 153               | 255.093191(16)    | 3.1(2) хв           | β+ (38.6%)     | 255Md           | (1/2+)               |
| 256No          | 102               | 154               | 256.094283(8)     | 2.91(5) с           | α (99.44%)     | 252Fm           | 0+                   |
| 256No          | 102               | 154               | 256.094283(8)     | 2.91(5) с           | СП (.55%)      | (різні)         | 0+                   |
| 256No          | 102               | 154               | 256.094283(8)     | 2.91(5) с           | ЗЕ (.01%)      | 256Md           | 0+                   |
| 257No          | 102               | 155               | 257.096888(7)     | 25(2) с             | α (99%)        | 253Fm           | (7/2+)               |
| 257No          | 102               | 155               | 257.096888(7)     | 25(2) с             | β+ (1%)        | 257Md           | (7/2+)               |
| 258No          | 102               | 156               | 258.09821(11)#    | 1.2(2) мс           | СП (99.99%)    | (різні)         | 0+                   |
| 258No          | 102               | 156               | 258.09821(11)#    | 1.2(2) мс           | α (.01%)       | 254Fm           | 0+                   |
| 258No          | 102               | 156               | 258.09821(11)#    | 1.2(2) мс           | β+β+ (рідко)   | 258Fm           | 0+                   |
| 259No          | 102               | 157               | 259.10103(11)#    | 58(5) хв            | α (75%)        | 255Fm           | (9/2+)#              |
| 259No          | 102               | 157               | 259.10103(11)#    | 58(5) хв            | ЗЕ (25%)       | 259Md           | (9/2+)#              |
| 259No          | 102               | 157               | 259.10103(11)#    | 58(5) хв            | СП (10%)       | (різні)         | (9/2+)#              |
| 260No          | 102               | 158               | 260.10264(22)#    | 106(8) мс           | СП             | (різні)         | 0+                   |
| 262No          | 102               | 160               | 262.10746(39)#    | ~5 мс               | СП             | (різні)         | 0+                   |

1. ↑  Скорочення:
ЗЕ: Захоплення електрону
ІП: Ізомерний перехід
СП: Спонтанний поділ
2. ↑  Не синтезований безпосередньо, виявлений в продуктах поділу 257Rf
3. ↑  Не синтезований безпосередньо, виявлений в продуктах поділу 262Lr

### Нотатки
- Оцінки позначені # отримані не з чисто експериментальних даних, але частково з загальних тенденцій. Спіни зі слабким оцінковим обґрунтуванням взяті в дужки.
- Невизначеності подано в скороченій формі в дужках після відповідних останніх цифр. Невизначеність позначає одне стандартне відхилення за винятком ізотопного складу і атомної маси від IUPAC, яка використовує розширені невизначеності.

## Ізотопи
12 радіонуклідів нобелію описані дотепер, із яких найбільш стабільним є 259No, який має період напіврозпаду 58 хвилин. Очікують, що довший період напіврозпаду матимуть все ще невідомі 261No і 263No. 
Хронологія відкриття ізотопів
| Ізотоп  | Рік відкриття | Реакція відкриття                     |
| ------- | ------------- | ------------------------------------- |
| 250Nom  | 2001          | 204Pb(48Ca,2n)                        |
| 250Nog  | 2006          | 204Pb(48Ca,2n)                        |
| 251No   | 1967          | 244Cm(12C,5n)                         |
| 252Nog  | 1959          | 244Cm(12C,4n)                         |
| 252Nom  | ~2002         | 206Pb(48Ca,2n)                        |
| 253Nog  | 1967          | 242Pu(16O,5n),239Pu(18O,4n)           |
| 253Nom  | 1971          | 249Cf(12C,4n)                         |
| 254Nog  | 1966          | 243Am(15N,4n)                         |
| 254Nom1 | 1967?         | 246Cm(13C,5n),246Cm(12C,4n)           |
| 254Nom2 | ~2003         | 208Pb(48Ca,2n)                        |
| 255No   | 1967          | 246Cm(13C,4n),248Cm(12C,5n)           |
| 256No   | 1967          | 248Cm(12C,4n),248Cm(13C,5n)           |
| 257No   | 1961?, 1967   | 248Cm(13C,4n)                         |
| 258No   | 1967          | 248Cm(13C,3n)                         |
| 259No   | 1973          | 248Cm(18O,α3n)                        |
| 260No   | ?             | 254Es + 22Ne,18O,13C – transfer       |
| 261No   | unknown       |                                       |
| 262No   | 1988          | 254Es + 22Ne – transfer (EC of 262Lr) |